# Кардашовский сельский совет
Кардашовский сельский совет (укр. Кардашівська сільська рада) входит в состав Ахтырского района Сумской области Украины.
Административный центр сельского совета находится в 
с. Кардашовка.

## Населённые пункты совета
- с. Кардашовка
- с. Буймеровка
- с. Гай-Мошенка
- с. Михайленково
- с. Мошенка
- с. Подлозиевка